# Phygadeuon cephalotops
Phygadeuon cephalotops är en stekelart som beskrevs av Heinrich 1949. Phygadeuon cephalotops ingår i släktet Phygadeuon och familjen brokparasitsteklar. Arten är reproducerande i Sverige. Inga underarter finns listade i Catalogue of Life.